# Hualong, Haidong
Hualong, tidigare stavat Hwalung, är ett autonomt härad för huikineser som lyder under Haidongs stad på prefekturnivå i Qinghai-provinsen i västra Kina.